# 大村卓一

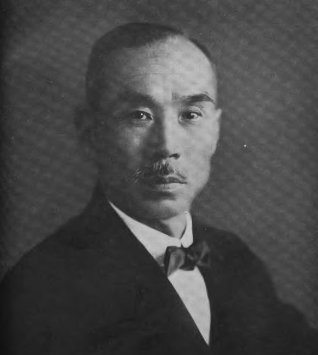
大村卓一

大村 卓一（おおむら たくいち、1872年3月21日（明治5年2月13日） - 1946年（昭和21年）3月5日）は日本の鉄道官僚・実業家。

## 来歴
福井県出身。1896年（明治29年）、札幌農学校工科卒。クリスチャン。同年、北海道炭鉱鉄道株式会社に就職。1906年（明治39年）逓信省鉄道作業局。1925年（大正14年）5月、朝鮮総督府鉄道局長。1932年（昭和7年）6月、関東軍交通監督部長。1935年（昭和10年）10月、南満洲鉄道副総裁。1939年（昭和14年）3月南満洲鉄道株式会社総裁（ - 1943年7月14日）。退任後しばらく著述に専念するが、1945年（昭和20年）1月、満洲国大陸科学院長。同年11月17日、満洲の通化で中国共産党軍に南満洲鉄道総裁であったことを罪状として抑留され、暴行を受けた後、海竜県で獄死した。墓所は多磨霊園。

## 栄典
位階
- 1926年（大正15年）12月1日 - 正四位[1]

勲章
- 1920年（大正9年）11月1日 - 勲三等旭日中綬章[2]
- 1940年（昭和15年）8月15日 - 紀元二千六百年祝典記念章[3]